# Marbu
Marbu (nep. मार्बु) – gaun wikas samiti w środkowej części Nepalu w strefie Dźanakpur w dystrykcie Dholkha. Według nepalskiego spisu powszechnego z 2001 roku liczył on 330 gospodarstw domowych i 1520 mieszkańców (781 kobiet i 739 mężczyzn).